# عبدالکریم دوم مرعشی
عبدالکریم بن عبدالله معروف به عبدالکریم ثانی یا عبدالکریم دوم یکی از شاهزادگان مرعشی تبرستان بود که پس از مرگ عبدالله جنگ‌های مکرری با شاهان مرعشی و روزافزونیان داشت و سرانجام به حکومت خاندان مرعشی رسید.

## دوران کودکی
عبدالله پیش از این‌که در نتیجهٔ اختلافات داخلی سادات کشته شود، عبدالکریم دوم را به خدمت «سلطان ابوسعید تیموری» فرستاده بود. پس از مرگ عبدالله، زین‌العابدین مرعشی خود را حاکم مازندران خواند. لیکن «سادات پازواری» با وی مخالفت کردند و حکومت عبدالکریم دوم را طلبیدند. دخالت «کارکیا سلطان محمد»، حاکم گیلان و مذاکراتش با ابوسعید تیموری و حمایت روزافزونیان و سادات پازواری از درخواست کارکیا، موجب شد که ابوسعید عبدالکریم دوم را، که کودکی چهار ساله بود، به گیلان بفرستد. در این زمان ابوسعید کشته شد و «امیر حسن بیک» به قدرت رسید. وی دستور داد که لشکریان گیلان، رستمدار و عراق عبدالکریم دوم را به حکومتش برسانند. بدین ترتیب عبدالکریم دوم در ساری به تخت نشست و زین‌العابدین به هزارجریب عقب‌نشینی نمود. سرانجام با پیوستن هیبت‌الله بابلکانی به زین‌العابدین، وی به ساری دست یافت و سپس به آمل حمله نموده، اسدالله را اخراج نمود. لیکن نبردهای زین‌العابدین و عبدالکریم دوم تا ۸۹۴ هجری ادامه داشت.

## میرشمس‌الدین
عبدالکریم دوم، با کمک گیلانیان، تأیید سلاطین تیموری و همراهی «حسن آملی»، حاکم آمل، به سوی مازندران لشکرکشی نمود. لیکن میرشمس‌الدین با پشتیبانی «آقا رستم روزافزون» در نبردهای پیش‌آمده پیروز شد. نتیجه چنین شد که میرشمس‌الدین تمام امور مملکت را به آقارستم روزافزون سپرد.

### حکومت آمل
پس از مدتی شاهان گیلان و رستمدار برای عبدالکریم دوم، درخواست صلح نمودند و همچنین خواستند که برخی از ممالک مازندران به عبدالکریم دوم داده شود. بدین ترتیب، میرشمس‌الدین با پادرمیانی میرعلی، راضی شد که آمل را به عبدالکریم دوم بسپارند. عبدالکریم دوم برخلاف تعهدش، به ناراضیان گریخته از ساری پناه می‌داد و سعی داشت که میرعلی، حاکم بارفروش ده، را با خود همراه سازد. میرعلی ضمن نصیحت وی و تذکر به حفظ معاهدهٔ صلح، میرشمس‌الدین را در جریان کار قرار داد. میرشمس‌الدین خود به سوی آمل شتافت و عبدالکریم دوم باز هم به گیلان گریخت.

## روزافزون
پس از توطئهٔ روزافزون در سال ۹۱۲ هجری و اعلام استقلال حکومتش در مازندران و تأیید حکومتش از سوی شیبک‌خان اوزبک؛ عبدالکریم دوم نیز با آقارستم روزافزون متحد شد و با وی پیوند خانوادگی برقرار نمود. عبدالکریم دوم پس از چندی، از ادامهٔ همکاری با رستم روزافزون بازماند و به لاریجان بازگشت زیرا آقارستم قلعه‌هایی را که درخواست نموده‌بود، به وی واگذار نکرد. میرعلی وقتی که خبر جدایی عبدالکریم از روزافزون را شنید، با سپاهی به ساری حمله نمود. میرعلی، روزافزون را مجبور به عقب‌نشینی کرده، بر مسند حکومت]]ساری، , نشست؛ ولی روزافزون بار دیگر با رسیدن نیروهای کمکی به ساری بازگشت. میرعلی نیز شهر را ترک کرده، در حوالی ساری موضع گرفت. عبدالکریم دوم نیز به آمل رفته و آنجا را تصرف نمود. سرانجام میرعلی و عبدالکریم با یکدریگر متحد شدند و در نبردی هماهنگ بر سپاهیان روزافزون تاختند، اما در اثنای جنگ عبدالکریم با روزافزون از در سازش درآمد و میرعلی را هم با خود موافق ساخت. آمل را تا کرم رود و ساسی کلام، عبدالکریم برداشت، و بارفروش‌ده را تا تالار میرعلی و رستم به ساری درآمد.

## درگیری‌های متوالی
در پی مرگ آقارستم، سادات مرعشی در نبردی متحدانه، آقامحمد را از مازندران بیرون راندند و او هدایایی نزد شاه اسماعیل صفوی فرستاد و از عبدالکریم دوم شکایت نمود. از سویی عبدالکریم نیز به سوی درگاه شاه رفت تا ادعای محمد روزافزون را باطل نماید. شاه نیز دستور تقسیم مازندران بین این دو نفر نمود. عبدالکریم دوم در برابر این فرمان گفت:
رستم ساری را که مقر سلطنت آباء و اجداد ما بوده به غلبه تصرف نموده بود والحال در تحت تصرف من و مسکن من است و آمل و آن طرف از ابن عم من است از زمان سابق الی الآن متصرف است. اگر من مسکن خود به او واگذارم جلای وطن نموده، به کجا روم؟
سرانجام با تعهدات متقابل آقامحمد و عبدالکریم دوم، مازندران به دو نیمه تقسیم گشت. تعلل در پرداخت مالیات نیز موجب شد که فرستادهٔ شاه اسماعیل این دو فرد را برداشت و به درگاه شاه رسانید.
میرعلی، حاکم آمل، با شکست دادن «سهراب روزافزون»، برادر محمد، ساری را فتح نمود؛ سپس نمایندگانی نزد شاه فرستاد و تعهداتی را پذیرفت. شاه نیز حکومت مازندران را با «لقب خانی» برایش صادر نمود. عبدالکریم و محمد روزافزون نیز که در زندان محبوس بودند با شنیدن خبر بیماری شاه اسماعیل، گریختند و با جمع‌آوری هوادارانی، به سوی ساری لشکر کشیدند. عبدالکریم و آقامحمد خواستار صلح شدند، مشروط بر آن‌که «برادرانه مملکت مازندران را قسمت نموده هرکدام طرفی حساب شوند و در هر کار به صلاح هم بوده بیگانه را راه ندهند»، میرعلی نیز قبول نمود و ولایت را تقسیم کردند. اما زمانی‌که شاه بهبود یافت، عبدالکریم و محمد تصمیم گرفتند که میرعلی را دفع نمایند.
میرعلی‌خان پس از چندی، عازم اردوی شاه شد؛ زیرا آن دو نفر گریخته از درگاه شاه بودند و میرعلی می‌توانست مجددأ حکمی کسب نماید و با کمک شاه بر کل مازندران دست یابد به همین دلیل به نزد شاه در نخجوان رفت. شاه سلطنت سراسر ولایت مازندران را به وی مفوض گرداند. میرعلی نیز از ۹۲۰ هجری تا چهارسال به دفع مدعیانش پرداخت و سپس حدود چهارسال حکومتی بی‌دغدغه داشت تا آن که در ۹۲۷ هجری‌قمری در حالی‌که جانشینی از خود به جا نگذاشته‌بود، در بندپی درگذشت. عبدالکریم در این مدت در جنگل‌ها پنهان شده‌بود.

## به حکومت رسیدن و مرگ
پس از میرعلی، عبدالکریم و آقامحمد دیگربار مازندران را صحنهٔ تاخت و تاز خود ساختند که سرانجام منجر به آن شد که عبدالکریم دوم با قبول خراج مازندران بتواند به مازندران بازگردد و آقامحمد در زمرهٔ سپاهیان شاه قرار گرفت. شاه اسماعیل آقامحمد را مورد عفو قرار داد و در تبریز تحت‌نظرش گرفت. پس از مرگ شاه اسماعیل در ۹۳۰ هجری، به درخواست دورمیش‌خان، شاه تهماسب یکم آقامحمد را آزاد کرد و سوادکوه و حوالی آن را به آقامحمد سپرد، لیکن پس از اندکی آقا محمد که از وضعیت آشفته پایتخت آگاه بود، به جنگ با عبدالکریم دوم پرداخت. وی در این نبرد شکست خورد و به سوادکوه گریخت. میر عبدالکریم دوم سرانجام در ۹۳۲ هجری‌قمری، درگذشت.

## فرزندان
عبدالکریم سه پسر داشت که به ترتیب «میرسلطان محمود»، «میرشاهی» و «میرتیمور» نام داشتند.